# Marco Matasic
Marco Filip Matasic (Lugano, 23 maggio 2002) è un cestista svizzero con cittadinanza croata, guardia.

## Carriera
Nel 2017 Matasic indossa la maglia della formazione Under-17 del Lugano Tigers, iniziando la trafila nelle giovanili della squadra. Dopo solo una stagione viene aggregato alla Under-23 quindi, dalla stagione 2021-2022, alla prima squadra che disputa il campionato di Swiss Basketball League 2021-2022.